# Private Emotion
「Private Emotion」（プライベートエモーション）は、Pritsの3作目のシングルとして、2002年3月1日、スターチャイルドより発売された。声優ユニット・Pritsの3ヶ月連続リリースシングル第3弾。この作品で、事実上シングルは最後のリリースとなっている。

## 解説
アルバム『cherry blossom』には、表題曲は収録されていないが、カップリングの2曲は収録されている。
2曲目の「ダイスキ!!」は、かわいい感じに仕上がっており、タイトル通り「大好き」という気持ちが伝わってほしいという思いを込めている。。3曲目の「Love & Peace」は、アルバム『cherry blossom』の10曲目として収録され、小林由美子は、曲も歌詞も壮大な感じで、少しずつ大人になっていく微妙な心理を描いると紹介し、お薦めの一曲にと推している。

## 収録曲
1. Private Emotion [4:23]
  - 作詞：shoko、作曲・編曲：水島康貴
2. ダイスキ!! [3:37]
  - 作詞：牧穂エミ、作曲・編曲：水島康貴
3. Love & Peace [4:56]
  - 作詞：只野菜摘、作曲・編曲：水島康貴
4. Private Emotion（instrumental）
5. ダイスキ!!（instrumental）
6. Love & Peace（instrumental）

## 収録作品
- Private Emotion

『電撃G's Radioコンピレーションミニアルバム「Gラジ音楽部」』（2004年1月21日発売）
- ダイスキ!!

『cherry blossom』
- Love & Peace

『cherry blossom』